# بخش کارائولی
بخش کارائولی (به انگلیسی: Karauli district) یک منطقهٔ مسکونی در هند است که در Bharatpur division واقع شده‌است. بخش کارائولی ۵٬۰۴۳ کیلومتر مربع مساحت و ۱٬۴۵۸٬۲۴۸ نفر جمعیت دارد.